# Croton abutiloides
Espèce
Classification APG III (2009)
Croton abutiloides est une espèce de plantes à fleurs du genre Croton et de la famille des Euphorbiaceae originaire de l'Équateur.
Il a pour synonymes :
- Cyclostigma abutiloides (Kunth) Klotzsch
- Oxydectes abutiloides (Kunth) Kuntze
- Palanostigma abutiloides (Kunth) Baill.